# Bogdănești (Oteșani), Vâlcea
Bogdănești este un sat în comuna Oteșani din județul Vâlcea, Oltenia, România.

## Vezi și
- Biserica de lemn din Bogdănești (Oteșani)

 Acest articol despre o localitate din județul Vâlcea este deocamdată un ciot. Puteți ajuta Wikipedia prin completarea lui.